# Nikon D6
Nikon D6 — профессиональный цифровой зеркальный фотоаппарат, представленный компанией Nikon 12 февраля 2020 года.

## Особенности
- Nikon FX полнокадровый 20.8 мегапиксельный КМОП сенсор
- Диапазон чувствительности 100-102400 ISO с расширением до 50-3280000 ISO
- Система обработки изображений EXPEED 6
- Автофокусный модуль Multi-CAM 37K с TTL фазовой детекцией и точной подстройкой, и 105 точками фокусировки перекрёстного типа. Режимы зон АФ: одноточечная АФ; 9-, 25-, 49- или 105-точечная динамическая АФ; 3D слежение; групповая АФ; групповая АФ (C1); групповая АФ (C2); автоматический выбор зоны АФ. Live view: АФ с распознаванием лиц, широкая область АФ, нормальная область АФ, ведение объекта АФ
- 4K UHD 3840 x 2160 видео 30, 25, 24 к/с со сжатием H.264/MP4
- Система обработки изображений Picture Control включает 20 творческих пользовательских режимов: «Сон», «Утро», «Поп», «Воскресенье», «Мрачность», «Драматичность», «Тишина», «Выбеливание», «Меланхолия», «Чистота», «Деним», «Игрушка», «Сепия», «Синий», «Красный», «Розовый», «Уголь», «Графит», «Два тона», «Сажа»
- Серийная съёмка до 14 кадров в секунду с постоянной АФ/АЭ. Съёмка с полным разрешением со скоростью до 10,5 кадров в секунду с помощью AЭ со слежением в режиме бесшумной фотосъёмки. Возможна также бесшумная съёмка цейтраферного видео или интервальная съёмка: изображения снимаются с помощью электронного затвора, что предотвращает износ механического затвора
- Высокоскоростная съёмка: в режиме Live view для видеороликов фотокамера D6 позволяет снимать последовательности изображений с разрешением 8 МП со скоростью 30 кадров в секунду и последовательности изображений с разрешением 2 МП со скоростью 60 кадров в секунду. Постоянная АЭ со слежением доступна как при частоте кадров 30 кадров в секунду, так 60 кадров в секунду
- Новый алгоритм автоматического баланса белого
- 0,72-кратный оптический видоискатель с элементами ОСИД (OLED). В видоискателе отображаются индикаторы продольного и поперечного наклона
- Универсальные гнезда для карт памяти: можно одновременно записывать изображения JPEG+ и JPEG на два гнезда, которые совместимы с картами CFexpress или XQD
- Встроенные интерфейсы Wi-Fi® и Bluetooth®
- Проводная локальная сеть фотокамеры поддерживает стандарт 1000BASE-T и достигает скорости связи на 15 % выше, чем у Nikon D5
- Встроенный приёмник GNSS. Поддерживаемые  GNSS системы:  GPS (США), ГЛОНАСС (Россия),  QZSS (Япония)
- Разъём безопасности  Kensington lock

## Интерфейсы
- Башмак для принадлежностей  ISO 518
- Разъём для наушников
- Разъём для внешнего микрофона
- Разъём USB
- Разъём HDMI
- Разъём RJ-45 Ethernet
- Синхроконтакт вспышки  ISO 519 с фиксирующей резьбой
- 10-контактный разъём дистанционного управления
- Wi-Fi IEEE 802.11b/g/n/a/ac
- Bluetooth версии 4.2

## Комплект поставки
- Цифровая фотокамера D6
- Крышка башмака для принадлежностей BS-3
- Защитная крышка байонета BF-1B
- Литий-ионная аккумуляторная батарея EN-EL18c с защитной крышкой
- Зарядное устройство MH-26a с сетевым шнуром
- USB-кабель UC-E24
- Зажим кабеля HDMI/USB
- Ремень для фотокамеры AN-DC22